# Western Air Defense Sector
Il Western Air Defense Sector (WADS) è un centro di difesa aerea della Washington Air National Guard. Riporta direttamente alla First Air Force quando attivato per il servizio federale. Il suo quartier generale è situato presso la Joint Base Lewis-McChord, nello stato di Washington.

## Missione
Il WADS è uno dei due settori responsabili per il NORAD della sovranità dello spazio aereo, la difesa aerea strategica, le operazioni antidroga nella regione degli Stati Uniti continentali (CONR). L'unità è formata da personale della Washington ANG, U.S.Army, U.S.Navy, Royal Canadian Air Force e personale civile.
L'organizzazione esercita il controllo operativo su reparti di caccia F-15 ed F-16 dell'Air National Guard in continuo stato di allerta ed utilizza dati radar e radio del Joint Surveillance System (JSS) situati in diverse località degli Stati Uniti occidentali. Queste strutture, fondate ed utilizzate congiuntamente del dipartimento della Difesa e dalla FAA, sono operate e mantenute dal personale di quest'ultima amministrazione.
Il settore utilizza inoltre dati radar da aerostati cablati per colmare le lacune nella copertura a basso livello del confine sud-occidentale. I dati radar di tutte queste sorgenti sono filtrati in computer situati presso il Sector Operations Control Center (SOCC) dove il personale correla ed identifica tutti i bersagli aerei e se necessario mette in stato di allerta i caccia per identificare quelli la cui origine è sconosciuta.

## Organizzazione
Attualmente, al settembre 2017, lo stormo controlla:
- 225th Air Defense Group
  - 225th Air Defense Squadron
  - 225th Support Squadron